# Jeroen Straathof
Johannes Nicolaas Maria "Jeroen" Straathof (nascido em 18 de novembro de 1972) é um ex-ciclista e patinador de velocidade holandês que representou os Países Baixos nos Jogos Olímpicos de Inverno de 1994 e Jogos Olímpicos de Verão de 2004.